# Oldřich Chytil
Oldřich Chytil (* 16. července 1945) je český sociální pracovník, sociolog a vysokoškolský učitel, v letech 2009 až 2017 děkan Fakulty sociálních studií Ostravské univerzity (FSS OU).

## Život
Narodil se v červenci 1945. V letech 1973 až 1990 se živil jako sociální pracovník a sociální kurátor při Národním výboru města Ostravy. V roce 1989 získal titul doktora pedagogiky v oboru vychovatelství na Pedagogické fakultě Univerzity Palackého. V roce 1990 začal pracovat jako odborný asistent a vedoucí sekce sociální práce na Katedře sociologie a andragogiky Filozofické fakulty Univerzity Palackého (ve funkci setrval do roku 1996) a v roce 1993 začal působit jako odborný asistent pro teorie a metody sociální práce na Katedře sociální práce Zdravotně sociální fakulty Ostravské univerzity (ZSF OU). V roce 2002 získal titul Ph.D. v oboru sociální práce na Trnavské univerzitě v Trnavě.
V letech 1997 až 2008 působil jako vedoucí Katedry sociálně práce ZSF OU a v letech 1999 až 2008 působil jako proděkan fakulty pro zahraniční vztahy. V roce 2007 se habilitoval v oboru sociální práce na Vysoké škole zdravotníctva a sociálnej práce sv. Alžbety a na téže škole byl téhož roku jmenován i mimořádným profesorem. V roce 2007 se Chytil stal předsedou přípravného výboru pro založení Fakulty sociálních studií Ostravské univerzity. V roce 2008 se fakultu podařilo založit a v březnu 2008 se Chytil stal jejím vůbec prvním děkanem; nejprve byl do funkce instalován rektorem a v březnu 2009 začal funkci vykonávat jako řádně zvolený děkan. Od roku 2008 zároveň Chytil působil jako ředitel Evropského výzkumného institutu sociální práce Ostravské univerzity.
V roce 2017 byl Chytil jmenován historicky třetím profesorem v oboru sociální práce. Téhož roku jej ve funkci děkana FSS OU nahradila Alice Gojová. Během své kariéry působil Chytil v celé řadě vědeckých rad různých fakult a univerzit. Byl členem vědecké rady Ostravské univerzity, Pedagogické fakulty Univerzity Palackého, Ústavu sociální práce Univerzity Hradec Králové, Pedagogické fakulty Univerzity Hradec Králové, Fakulty sociálních studií Masarykovy univerzity a vědecké rady Zdravotně sociální fakulty Ostravské univerzity. V letech 1993 až 2008 navíc působil jako předseda výkonného výboru Asociace vzdělavatelů v sociální práci.
Hovoří plynně anglicky, německy a rusky, díky čemuž mj. absolvoval celou řadu různých stáží na zahraničních univerzitách. Během své kariéry obdržel několik pamětních medailí; jmenovitě v letech 2001, 2011 a 2016. V květnu 2019 mu byl udělen čestný doktorát na Trnavské univerzitě za významný přínos pro rozvoj sociální práce na Slovensku.